# Берьозово (Правдинський район)
Берьо́зово (рос. Берёзово), до 1947 року — Шьонба́ум (нім. Schönbaum) — селище в Правдинському районі Калінінградської області Російської Федерації. Входить до складу Правдинського міського поселення.

## Історія
3 лютого 1902 року Адліг Шьонбаум і Кенігліх Шьонбаум об'єднались в одну сільську громаду.
У 1933 році в Шьонбаумі мешкало 254 особи, у 1939 році — 245 осіб.
У 1947 році Шьонбаум було перейменовано в селище Берьозово.